# Utah State Route 85
Der Mountain View Corridor ist eine im Ausbau befindliche Straße im Norden des US-Bundesstaates Utah. Sie führt entlang der westlichen Peripherie vom Salt Lake County und von Süden nach Nordwesten des Utah County. Bis auf ihre letzten vier Meilen an den südlichen Enden sind Mountain View Corridor und Utah State Route 85 (SR-85) gemeinsam geführt. Zuständig für den gesamten Mountain View Corridor ist das Utah Department of Transportation (UDOT).

## Geschichte
Bevor 2010 der Bau des Mountain View Corridor begann, hatten andere Straßen die Bezeichnung „Utah State Route 85“. Von 1960 bis 1977 war die ehemalige Nummer 85 die eines State Highways vom Südosten des Box Elder County, nahe der Interstate 15, nordöstlich bei Brigham City bis an die Staatsgrenze vor Franklin. Zuvor trug die Nummer 85 zwischen 1945 und 1953 ein Highway in der Südhälfte des Box Elder Countys, der von der damaligen SR‑41, der heutigen SR‑13, bis zur damaligen SR‑154 in Riverside führte.

## Verlauf
Der Mountain View Corridor ist eine im Abstand von ein bis zwei Meilen parallel verlaufende Ausfallstraße westlich des Bangerter Highway (SR-154), gebaut um dem Bedarf der wachsenden Städte im Salt Lake County gerecht zu werden. Er beginnt an der SR-73 in Saratoga Springs und verläuft als SR-85 nach Norden bis zur Kreuzung mit der 2100 North, die im Osten zur Interstate 15 und nach Lehi führt.
Von der Kreuzung der 2100 North wird der Mountain View Corridor weiter nach Norden durch Camp Williams im Salt Lake County verlaufen, westlich der Redwood Road (SR-68). Nördlich von Camp Williams wird er nordwestlich bis zum Porter Rockwell Boulevard in Bluffdale führen. Der Porter Rockwell Boulevard wird eine nicht-autobahnähnliche Zubringerstraße des Mountain View Corridor nach Osten werden, um die Redwood Road (SR-68) etwa auf Höhe der 16000 South anzubinden. Diese wird vorerst die südlichste Anbindung des Mountain View Corridor sein, bis weitere Abschnitte im Süden fertiggestellt sein werden.
Von Porter Rockwell Boulevard wird er weiter nach Nordwesten bis zur 13400 South bei etwa der 4800 West in Riverton und weiter nördlich bis zur 12600 South führen. Von der 12600 South wird er wieder nach nordwestlich verlaufen und den Daybreak Parkway etwa an der 11700 South überqueren. Daybreak – ein Stadtteil von South Jordan am Old Bingham Highway queren, etwa an der 10200 South in West Jordan und verläuft weiter nach Nordosten bis zur 9000 South, unmittelbar westlich der 5400 West.
Von der 9000 South führt er nach Norden, über der 8200 South, bis zur 7800 South, wo er nordwestlich zur 7000 South bei der 6400 West abbiegt. Von der 7000 South geht es nach Norden über die 6200 South zur 5400 South (SR-173). Von der 5400 South wird er wieder nach Nordosten abbiegen, bis zur 4100 South, wo er West Valley City erreicht und etwa an der 5700 West und wieder Richtung Norden zur 3500 South (SR-171) führt und weiter zur Kreuzung mit der SR-201.
Von SR-201 wird er weiter nach Norden bis zur California Avenue in Salt Lake City führen und wieder nordwestlich verlaufen, bevor er an die Interstate 80 Salt Lake City International Airport, nahe der 6100 West in Salt Lake City, ein paar Meilen westlich des Flughafens Salt Lake City International Airport führt.

## Ausbau

### Planung

Bauabschnitt 1: Die zukünftigen Anschlussstellen sind noch ebenerdige Split Intersections

Bauabschnitt 2: Die Autostraße wird zwischen den vorhandenen Fahrbahnen errichtet und die Kreuzungen werden zu Anschlussstellen

Bauabschnitt 3: Die Autostraße wird erweitert, darunter eine mautpflichtige Fahrspur.

Frontage Roads wie es sie in Texas bereits gibt

In der Jahresmitte des Jahres 2010 diskutierten die Planer im Utah County die zukünftigen einer westlich gelegenen autobahnähnlichen Straße im Utah County zwischen Lehi und Santaquin, entlang der SR-68 und des Utah Lake. Es wurde vermutet, dass dies Teil des Mountain View Corridor Projekts werden würde.
Die Pläne sehen den Ausbau in drei Abschnitten vor. Nach der endgültigen Fertigstellung wird die Autostraße fünf Fahrspuren in jeder Richtung haben, darunter eine mautpflichtige Fahrspur für hohe Belegung High-Occupancy Toll lane (HOT). Einige Abschnitte werden auch zweispurige Straßen auf beiden Seiten der Autostraße umfassen.

### Maut für unterbesetzte Fahrzeuge auf der Überholspur
HOT-Fahrspuren gibt es bereits in Utah und einigen anderen Staaten der USA. Die Bedingung ihrer Benutzung ist nicht wie bei HOV-Fahrspuren eine Mindestmenge an Personen im Fahrzeug, sondern die elektronisch abgerechnete Maut zu entrichten und das Maut-Abrechnungsgerät im Fahrzeug zu betreiben, wobei vollbesetzte Fahrzeuge von der Maut ausgenommen werden, aber die Maut eine Möglichkeit eröffnet, die reservierte Fahrbahn für Alleinfahrer gegen Entgelt mitzubenutzen und zugunsten der restlichen Fahrspuren besser auszulasten. Dagegen sind Express toll lanes (ETL) grundsätzlich mautpflichtig.

### Bauabschnitt 1: Aus Kostengründen zuerst nur Außengassen
In der ersten Phase werden für jeden Abschnitt der gesamten Länge des Mountain View Corridor entweder die parallelen Zubringer („Außengassen“ oder „Frontage Roads“) als zwei getrennte Einbahnstraßen gebaut, jedoch nicht alle auf einmal. Der erste Bauabschnitt wird in den verschiedenen Straßenabschnitten fertiggestellt werden, je nach Bedarf und Finanzierung. Die beiden Zubringer der Autostraße werden in jede Richtung für diese Abschnitte zuerst gebaut. Bei jedem zukünftigen Verkehrsknotenpunkt verlaufen die Fahrbahnen bis zu den Kanten der Vorfahrtsstraße so, dass sie die zukünftigen Rampen der Anschlussstellen werden, wodurch zwei seitlich gelegenen Kreuzungen in Form einer Split Intersection entstehen. In diesen Abschnitten befinden sich zwei Einbahnstraßen auf beiden Seiten der geplanten Autostraße, die später die Frontage Roads sein werden. An jedem künftig ausgebauten Knotenpunkt werden die Anschlussstellen ins Straßennetz nach texanischem Vorbild auf die Frontage Road führen, die die Rampen der Anschlussstelle ersetzen und parallel zur Autostraße verlaufen und diese mit anbinden. Damit werden aus den höhengleichen Split Intersections Autobahnanschlussstellen in Form einer Raute.
Zwischen dem Old Bingham Highway und dem Porter Rockwell Boulevard sowie zur 2100 North werden quer zum Mountain View Corridor verlaufende Zubringer gebaut. Im gesamten ersten Bauabschnitt werden nur die angebundenen Frontage Roads der geplanten Straße errichtet.

### Bauabschnitt 2: Ausbau wie in Texas
Im zweiten Bauabschnitt wird erst die eigentliche Autostraße errichtet, sobald Bedarf und Finanzierung vorhanden sind. Durch den Bau der Frontage Roads wird in einer für Utah erstmaligen Art und Weise im ersten Bauabschnitt der Platz in der Mitte der Fahrbahnen reserviert, auf dem später die Brücken mit den Zubringern und die eigentlichen Autobahntrassen errichtet werden sollen. Auch wenn sie wie geplant gebaut werden würden, so käme es während des zweiten Ausbauabschnitts nur zu minimalen Behinderungen des Verkehrs.

### Bauabschnitt 3: Mehr Spuren und eine mautpflichtige wie in Kalifornien
Der dritte Ausbauschritt sieht vor, die Autostraße von zwei auf fünf Spuren in jede Richtung zu erweitern, wobei eine dieser Spuren als HOT-Spur – eine mautpflichtige HOV-Fahrspur – reserviert werden wird, die wiederum nach Bedarf und Finanzierung errichtet werden wird.

### Baufortschritt
Die Umweltverträglichkeitserklärung für die Autobahn wurde im November 2008 erstellt, die Finanzierung der Autobahn blieb das größte Hindernis. Frühere Vorschläge beinhalteten die Erhöhung der staatlichen Kraftstoffsteuer oder die Erhebung einer Maut auf die neue Straße in einer öffentlich-privaten Partnerschaft, was ein sehr umstrittenes Thema war. Letztendlich entschied die Regierung von Utah, den Bau des Freeways von zukünftigen Steuereinnahmen abhängig zu machen. Der erste Bauabschnitt begann Mitte 2010 und wurde am 15. Dezember 2012 fertiggestellt.
Der Bau des Zubringers, der entlang der 2100 North ins Straßennetz von Lehi führt und die eventuelle Anbindung der Interstate 15 startete Ende 2010. Dieser Zubringer, der zunächst nur bis zur Redwood Road (SR-68) führte, wurde am 24. September 2011 eröffnet. Im zweiten Bauabschnitt wird dieser nach Westen verlängert werden.
In Herriman wurden zwischen dem Rosecrest Drive und der 12600 South zwei Frontage Roads gebaut, die am 2. Juni 2012 für den Verkehr freigegeben wurden. Eine weitere sieben Meilen lange Frontage Road ist fast fertig und wird voraussichtlich am 13. Oktober 2012 geöffnet sein. Diese zusätzlichen Teile werden die vom Porter Rockwell Boulevard in Bluffdale nach Norden bis zum Old Bingham Highway in West Jordanien befahrbare Verlängerung sein. Es wird erwartet, dass Ende 2012 noch weitere sechs Kilometer von der Straße in Richtung Norden fertiggestellt werden. Bis zum Ende des Jahres 2012 werden im ersten Bauabschnitt insgesamt 15 Meilen Frontage Roads, die sich vom Porter Rockwell Boulevard im Norden bis zur 5400 South in West Valley City erstrecken, sowie die damit verbundenen Rad- und Fußwege eröffnet sein.  Im Jahr 2016 wurde die 5400 South (SR-173) angebunden und der Bau wurde in nördlicher Richtung fortgesetzt.
Während das UDOT für den Rest des gesamten Projekts keinen spezifischen Zeitplan vorlegte, wird davon ausgegangen, dass es bis 2030 vollständig abgeschlossen sein wird.

### Derzeitiger Ausbau
Der erste Bauabschnitt des Mountain View Corridor ist vollständig abgeschlossen. Die Abschnitte wurden für den Verkehr in zweispurigen getrennten Richtungsfahrbahnen mit höhengleichen und ampelgeregelten Split Intersections gebaut, die später ausgebaut werden können, freigegeben. Die Fahrbahn, die derzeit gebaut wird, erstreckt sich von der Redwood Road (SR-68) bis zur 4100 South. Der Abschnitt zwischen 5400 South und 4100 South wurde am 18. November 2017 um 15:00 Uhr mit einer öffentlichen Feier und einer Rede des Bürgermeisters von West Valley City eröffnet. Der Mountain View Corridor wird voraussichtlich bis  2021 zur SR-201 fertiggestellt sein. Wann die Anbindung zur Interstate 80 fertig sein wird, ist offen.

## Liste der Anschlussstellen
In der folgenden Tabelle sind die Anschlussstellen des Mountain View Corridor bei vollem Ausbau aufgeführt.
| County           | Abschnitt                            | Anschluss                                                  | Verkehrsknotentypen und Anmerkungen                                                                                    |
| ---------------- | ------------------------------------ | ---------------------------------------------------------- | --- |
| Utah County      | Saratoga Springs                     | SR-73                                                      | Südende des Mountain View Corridor                                                                                     |
| Utah County      | Lehi                                 | 2100 North                                                 | Zubringer zur SR-68 und I-15                                                                                           |
| Salt Lake County | Bluffdale                            | Porter Rockwell Boulevard                                  | In Frontage roads übergehende Verbindungsrampen                                                                        |
| Salt Lake County | Herriman–Riverton line               | Rosecrest Drive                                            | Split intersection, später Raute, die Frontage Roads führt                                                             |
| Salt Lake County | Riverton                             | 13400 South                                                | Split intersection, später Raute, die auf Frontage Roads führt                                                         |
| Salt Lake County | Herriman–Riverton line               | 12600 South                                                | Split intersection, später Raute, die Frontage Roads führt                                                             |
| Salt Lake County | Herriman–South Jordan line           | 11800 South                                                | Split intersection, später Raute, die Frontage Roads führt                                                             |
| Salt Lake County | South Jordan                         | Daybreak Parkway                                           | Split intersection, später Raute, die Frontage Roads führt                                                             |
| Salt Lake County | South Jordan Pkwy                    | Split intersection, später Raute, die Frontage Roads führt | |
| Salt Lake County | West Jordan                          | Old Bingham Highway                                        | Split intersection, später Raute, die Frontage Roads führt                                                             |
| Salt Lake County | West Jordan                          | SR-48 (9000S)                                              | Split intersection, später Parallelrampen einer Raute                                                                  |
| Salt Lake County | West Jordan                          | 7800 South                                                 | Split intersection, später Raute                                                                                       |
| Salt Lake County | West Valley City                     | 6200 South                                                 | Split intersection, später Raute                                                                                       |
| Salt Lake County | West Valley City                     | SR-173 (5400S)                                             | Split intersection, später Raute                                                                                       |
| Salt Lake County | West Valley City                     | 4100 South                                                 | Split intersection, später Raute mit einer Kreuzung (SPUI)                                                             |
| Salt Lake County | West Valley City                     | SR-171 (3500S)                                             | Split intersection, später SPUI                                                                                        |
| Salt Lake County | West Valley City                     | 2700 South                                                 | Halbanschlussstelle (Raute) nach Süden                                                                                 |
| Salt Lake County | West Valley City–Salt Lake City line | SR-201 Freeway                                             | Autobahnkreuzähnlicher Knoten, der mehrarmig oder bei dem Einflussbereiche nahe-gelegener Knoten berücksichtigt werden |
| Salt Lake County | Salt Lake City                       | California Avenue                                          | Split intersection, später SPUI                                                                                        |
| Salt Lake County | Salt Lake City                       | I-80 Freeway                                               | Geplanter autobahnkreuz- oder autobahndreieckähnlicher Knoten                                                          |